# Capalbio cabernet sauvignon
Il Capalbio Cabernet Sauvignon è una varietà di vino Capalbio prodotto nell'area meridionale della provincia di Grosseto, nei territori comunali di Capalbio, Manciano, Magliano in Toscana e Orbetello.

## Caratteristiche organolettiche
- colore: rosso rubino
- odore: fruttato e floreale
- sapore: caldo, secco, poco tannico, corposo, morbido e vellutato

## Produzione
Provincia, stagione, volume in ettolitri
- nessun dato disponibile